# Thanh Sơn, Ninh Bình
	Thanh Sơn		là một xã thuộc tỉnh Ninh Bình, Việt Nam. Trụ sở xã nằm cách phường Hoa Lư - trung tâm tỉnh lỵ Ninh Bình 30 km về phía Tây.		
Theo Nghị quyết số 1674/NQ-UBTVQH15 ngày 16/6/2025 về sắp xếp các đơn vị hành chính cấp xã của tỉnh Ninh Bình năm 2025, 	sắp xếp các xã Thanh Sơn (huyện Nho Quan), Thượng Hòa và Văn Phú thành xã mới có tên gọi là xã Thanh Sơn.	
Xã Thanh Sơn	có diện tích:	35,69	km², 	dân số:	23.758	người, mật độ dân số: 	666	người/km². 	
Đây là đơn vị có diện tích xếp thứ:	22	, số dân xếp thứ: 	106	và mật độ dân số xếp thứ: 	117	trong số 129 xã, phường ở Ninh Bình.  
Xã này nằm trên Quốc lộ 12B, Quốc lộ 45, và cũng là nơi có sông Hoàng Long chảy qua.

## Địa lý
Xã Thanh Sơn có diện tích 12,02 km², dân số năm 2023 là 7.403 người, mật độ dân số đạt 615 người/km².

## Lịch sử
Ngày 22 tháng 7 năm 1964, Bộ Nội vụ ban hành Quyết định 199-NV về việc:
- Thành lập xã Thanh Lạc trên cơ sở một phần của xã Cộng Hòa.
- Thành lập xã Sơn Thành trên cơ sở một phần của xã Thành Công.

Ngày 10 tháng 12 năm 2024, Ủy ban Thường vụ Quốc hội ban hành Nghị quyết số 1318/NQ-UBTVQH15 về việc sắp xếp đơn vị hành chính cấp huyện, cấp xã của tỉnh Ninh Bình giai đoạn 2023 – 2025 (nghị quyết có hiệu lực từ ngày 1 tháng 1 năm 2025). Theo đó, thành lập xã Thanh Sơn thuộc huyện Nho Quan trên cơ sở toàn bộ 6,46 km² diện tích tự nhiên, quy mô dân số là 3.818 người của xã Thanh Lạc và toàn bộ 5,56 km² diện tích tự nhiên, quy mô dân số là 3.585 người của xã Sơn Thành.
Xã Thanh Sơn có 12,02 km² diện tích tự nhiên và quy mô dân số là 7.403 người.

## Địa danh du lịch

### Động Vân Trình
Xã Thanh Sơn có động Vân Trình là động đá tự nhiên đẹp nổi tiếng, được coi là lớn nhất trong các hang động ở Ninh Bình. Động Vân Trình đã được đưa vào khai thác du lịch theo tour suối Kênh Gà - động Vân Trình và có trong quy hoạch khu du lịch quốc gia Kênh Gà - Vân Trình.

### Chiến khu Quỳnh Lưu
Khu Sơn Thành có 2 di tích cấp quốc gia là đền Sầy và Đình Ác nằm trong Khu căn cứ cách mạng Quỳnh Lưu và là quê hương của bí thư Đinh Tất Miễn - bí thư tỉnh ủy đầu tiên của Ninh Bình. Sơn Thành cũng là quê hương của danh tướng Trịnh Lỗi đời Hậu Lê.
Đền Sầy là nơi tuyên truyền cách mạng. Ngày 12/2/1927 (âm lịch), tổ chức cơ sở cách mạng ở xã Sơn Dược, lợi dụng việc hàng năm tổ chức tế nữ quan ở đền Sầy đã giới thiệu tiểu sử và công lao của Ngọc Quang Công chúa để khơi dậy lòng yêu nước, tinh thần chống giặc ngoại xâm cho nhân dân. Vương Thị Tiên là người con của quê hương thôn Cự Lại (Thôn Sầy), đã theo Hai Bà Trưng làm nữ tướng nên sau khi bà mất nhân dân đã lập đền thờ tưởng nhớ công lao của bà. Hàng năm, nhân dân thôn Sầy cùng nhân dân xã Sơn Thành lấy ngày mất của Ngọc Quang Công chúa là ngày 12/2 (âm lịch) để tổ chức lễ hội.
Đình Làng Ác là Di tích lịch sử văn hoá cấp Quốc gia trong Khu căn cứ cách mạng Quỳnh Lưu. Đình làng Ác thờ Bà Thủy Tinh Công chúa và Thành Hoàng làng. Đình được xây dựng từ thời vua Trần Nhân Tông. Lúc đầu đình được gọi là Hồng Kiều, sau gọi là đền Cầu Vồng, nay gọi là đình Làng Ác. Đình còn giữ được 5 sắc phong của các triều vua nhà Nguyễn như: Tự Đức, Đống Khánh, Duy Tân, Khải Định. Đình Làng Ác là nơi ghi nhận nhiều sự kiện lịch sử của Khu căn cứ cách mạng Quỳnh Lưu như: Năm 1931, truyền đơn đòi giảm thuế của nhân dân đã giải ở đình; Năm 1936 - 1939, truyền đơn đòi mở rộng dân chủ, cải thiện dân sinh cũng giải ở đình; Ngày 11/8/1945, đội tự vệ của làng đã xuất phát từ đình Làng Ác, cùng tham gia với các đơn vị chiến đấu của các xã khác đi đánh giặc Nhật ở đồi Riềng (xã Quỳnh Lưu), cầu Rịa và chùa La (xã Phú Lộc); ngày 19/8/1945, đội tự vệ của làng xuất phát tham gia với đội tự vệ và nhân dân các xã khác đi giải phóng huyện lị Gia Viễn, Nho Quan; Từ 1946 đến 1951, đình Làng Ác là nơi làm xưởng quân giới Liên khu 3; Năm 1947, nhà in Sự Thật của Trung ương Đảng, đặt cơ sở 2 tại đình Làng Ác; Tháng 2/1948, Đại hội Đảng bộ Ninh Bình diễn ra ở đình Làng Ác...

### Chùa Thần Nông
Chùa Thần Nông ở khuThanh Lạc, xã Thanh Sơn, Ninh Bình là ngôi chùa cổ 500 năm tuổi. Chùa thờ Thần Nông, nguyên là cụ nội Vua Hùng và là Thủy tổ của người Việt Nam. Ngôi chùa cổ kính này được xây dựng từ thời Hậu Lê đến nay vẫn còn lưu giữ nhiều cổ vật và sắc phong quý báu của các triều đại phong kiến. Lễ tế Thần Nông và lễ hội chùa Thần Nông diễn ra vào dịp rằm tháng giêng tết nguyên tiêu hàng năm.

## Danh nhân
- Trịnh Lỗi: Danh tướng đời nhà Hậu Lê.
- Đinh Tất Miễn: Bí thư Tỉnh ủy đầu tiên của tỉnh Ninh Bình.